# Epitácio Pessoa
Epitácio Lindolfo da Silva Pessoa (Umbuzeiro, 23 de maio de 1865 – Petrópolis, 13 de fevereiro de 1942) foi um magistrado, diplomata, professor universitário, jurista e político brasileiro, filiado ao Partido Republicano Mineiro. Foi o 11.º presidente do Brasil entre os anos de 1919 a 1922, tendo o seu governo marcado por revoltas militares que acabariam na Revolução de 1930, a qual levou Getúlio Vargas ao governo central.
Anteriormente, foi deputado federal em duas oportunidades, ministro da Justiça, do Supremo Tribunal Federal, procurador-geral da República, senador três vezes, chefe da delegação brasileira junto à Conferência de Versalhes e juiz da então Corte Permanente de Justiça Internacional.

## Origem e carreira política
Nasceu na Paraíba, onde os pais morreram de varíola quando tinha sete anos de idade. Foi educado e criado pelo tio, Henrique de Lucena, o Barão de Lucena, então governador de Pernambuco. Era primo em 2º grau de Sólon de Lucena. Epitácio Pessoa estudou no Liceu Pernambucano e ingressou na Faculdade de Direito do Recife, na qual se bacharelou em 1886, na mesma turma de em que se formou Antônio Joaquim Pires de Carvalho e Albuquerque (1865-1954), deputado, Ministro do STF e Procurador Geral da República. João Pessoa Cavalcanti de Albuquerque, sobrinho de Epitácio destacou-se também. Ingressou na Faculdade de Direito de Recife, formou-se na turma de 1903. Tornou-se professor de Direito e seguiu para o Rio de Janeiro. Foi Ministro do STM e Presidente da Paraíba.
Encontrou-se com o marechal Deodoro da Fonseca, que lhe foi apresentado por seu sobrinho José Pessoa. Proclamada a República, foi convidado pelo governador Venâncio Neiva para ser secretário-geral do primeiro governo republicano da Paraíba. Foi deputado no Congresso Constituinte de 1890 a 1891, quando destacou-se, e aos vinte e cinco anos de idade revelou-se jurista consumado.
De sua atuação na Assembleia Nacional Constituinte, destaca-se o discurso que pronunciou sobre a responsabilidade política do Presidente da República. Em 1894, resolveu abandonar a política, por discordar do presidente Floriano Peixoto. Foi para a Europa e casou-se com Maria da Conceição de Manso Sayão.
Depois foi ministro da Justiça no Governo Campos Sales, quando convidou Clóvis Beviláqua, seu colega como professor da Faculdade de Direito do Recife, para elaborar o projeto de Código Civil, que veio a ser sancionado em 1916, e exerceu simultaneamente o cargo de ministro do Supremo Tribunal Federal e procurador-geral da República de 1902 a 1905.
Levi Carneiro, no "Livro de um Advogado", assinala que Epitácio Pessoa nunca foi voto vencido nos processos em que foi relator. Aposentou-se aos 47 anos, por invalidez, como ministro do Supremo Tribunal Federal. Em 1912, já aposentado, elege-se senador pela Paraíba.
Depois foi para a Europa e lá viveu até 1914. Retornou ao Brasil nesse ano e, logo após a morte de Pinheiro Machado, destacou-se no Congresso ao assumir o cargo de relator da Comissão de Verificação de Poderes.
Com o fim da Primeira Guerra Mundial, chefiou a delegação do Brasil na Conferência de Paz de Versalhes, em 1919. Rui Barbosa, indicado chefe da delegação, renunciou, sendo substituído por Epitácio. A delegação brasileira, apoiada pelos Estados Unidos, obteve bons resultados quanto aos problemas que mais de perto interessavam ao Brasil: a venda do café brasileiro armazenado em portos europeus e os 70 navios alemães apreendidos pelo Brasil durante a guerra.

## Presidente da República

### A eleição de 1919

Epitácio Pessoa

Epitácio disputou a sucessão de Delfim Moreira, vice-presidente da república que assumiu a presidência devido ao falecimento do presidente eleito Rodrigues Alves. Foi indicado candidato a presidente quando representava o Brasil na Conferência de Versalhes. Nas eleições de 13 de abril de 1919, Epitácio teve 286 373 votos contra 116 414 votos dados ao já septuagenário Rui Barbosa, vencendo as eleições sem nem ter saído da França. Retornou ao Brasil em 21 de junho de 1919.
A eleição de Epitácio Pessoa ocorreu quando ele estava na França, caso único na história da república brasileira. Sua eleição também foi a única na República Velha que não ocorreu na data oficial das eleições presidenciais: 1 de março.
Sua candidatura foi apoiada por Minas Gerais. Sua vitória foi marcada por simbolismos, pois um presidente paraibano representava uma primeira derrota da política do café-com-leite, tendo apenas o Marechal Hermes da Fonseca sido uma solitária exceção uma década antes. Contudo, ainda assim ele representava a escolha das oligarquias paulista e mineira.
Há outra versão para sua eleição porém: a versão de que São Paulo e Minas Gerais decidiram, depois da morte de Rodrigues Alves, escolher um tertius, alguém que não fosse nem de São Paulo nem de Minas Gerais. Em seguida, para a eleição seguinte de Artur Bernardes voltou-se ao rodízio de São Paulo com Minas Gerais.

## O Governo

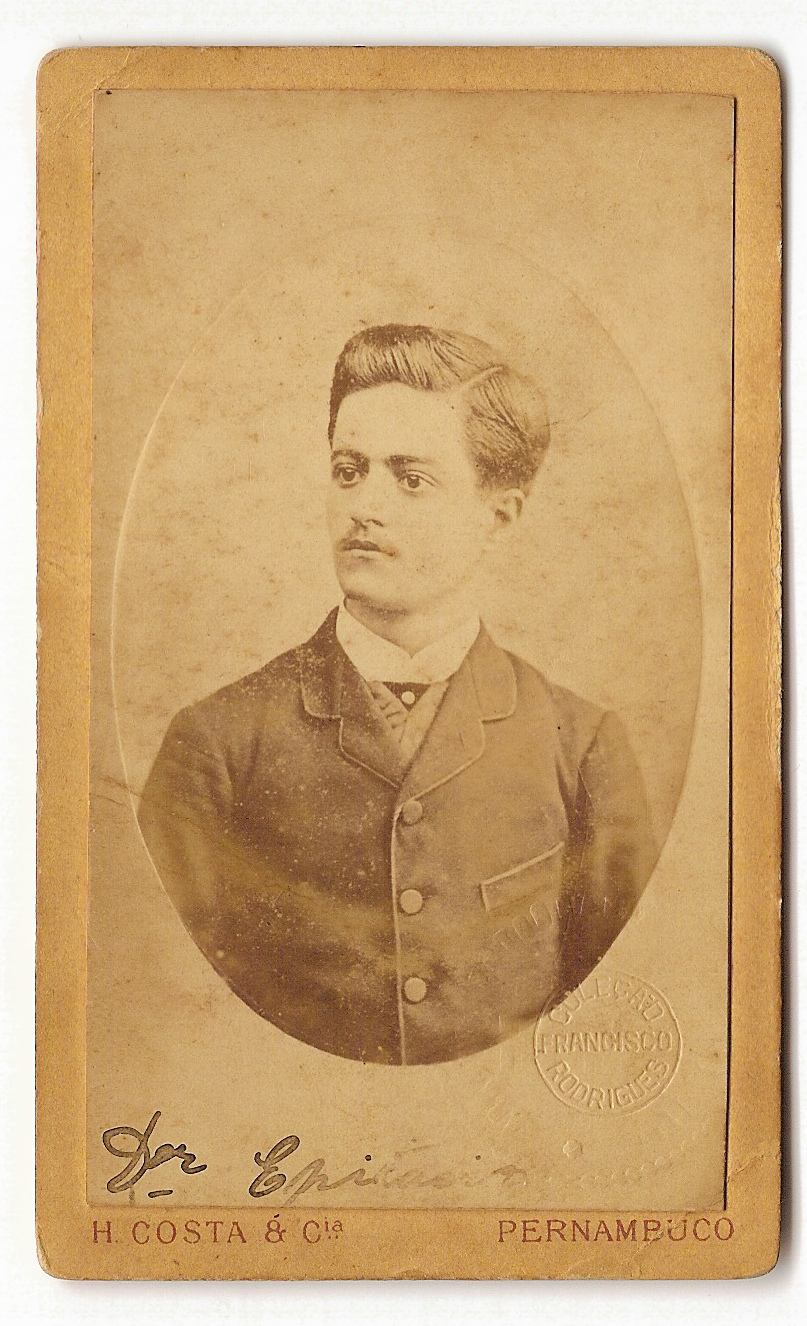
Epitácio Lindolfo da Silva, bacharel em 1886, professor da Faculdade de Direito do Recife e presidente da República.

Com o fim da guerra, a Europa reabilitou suas indústrias. No Brasil sucederam-se greves operárias e o empresariado e os cafeicultores tentavam impor suas reivindicações. Epitácio Pessoa, buscou implantar uma política de austeridade fiscal. Contudo, vieram as pressões dos estados. Novo empréstimo, de nove milhões de libras, financiou a retenção de café verde nos portos brasileiros. Outro empréstimo foi conseguido com os Estados Unidos para a eletrificação da Estrada de Ferro Central do Brasil.
Epitácio não escapou da política dos governadores, pela qual o governo federal deveria intervir a favor dos grupos situacionistas estaduais em troca de apoio no Congresso. Enfrentou um dos períodos políticos mais conturbados da Primeira República, com a Revolta do Forte de Copacabana, no dia 5 de julho de 1922, a crise das cartas falsas e a revolta do clube militar. Seu processo sucessório transcorreu dentro de um clima altamente agitado nas Forças Armadas. Entre os tenentes e subalternos havia um clima de oposição por reformas políticas profundas (Tenentismo).
Levou a cabo algumas obras contra a seca no Nordeste. Foram construídos duzentos e cinco açudes, duzentos e vinte poços e quinhentos quilômetros de vias férreas locais. Isso, no entanto, não bastou para satisfazer a insustentável situação de penúria da população local.
Cuidou também da economia cafeeira, conseguindo manter em nível compensador os preços do principal produto de exportação brasileiro à época. No início de seu governo, compreendendo que a prosperidade decorrente dos negócios efetuados durante a guerra tinha bases acidentais e transitórias, empreendeu uma severa política financeira, chegando mesmo a vetar leis de aumento de soldo às Forças Armadas.
Pessoa nomeou, para as pastas militares, dois políticos civis, Pandiá Calógeras e Raul Soares, revigorando, assim, a tradição monárquica. Autoritário e enérgico, com a "lei de repressão do anarquismo", de 17 de janeiro de 1921, pretendeu limitar a atuação da oposição. Seu governo, consoante avaliação de Souto Maior, "foi ao mesmo tempo laborioso, esforçado e difícil".

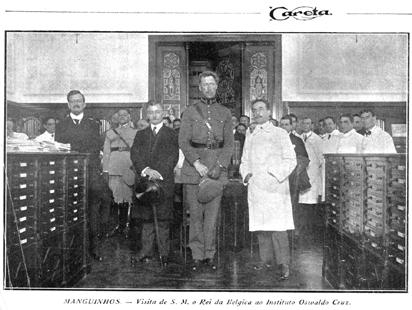
Carlos Chagas, em recepção ao Presidente da República Epitácio Pessoa e ao Rei Alberto I da Bélgica.

Seu governo foi marcado por intensa agitação política. No campo artístico, destacou-se a Semana de Arte Moderna, ocorrida em São Paulo, que buscava instituir novo modo de fazer arte no Brasil. Pretendiam fugir das concepções puramente europeias e criar um movimento tipicamente nacional. O radicalismo da fase inicial do movimento chocou inúmeros setores conservadores, que se viram ridicularizados pelos novos artistas. Lideravam o movimento: Oswald de Andrade, Mário de Andrade e Manuel Bandeira, entre outros.
No governo de Epitácio Pessoa, as comemorações do centenário de Independência foram marcadas pela realização de uma grande Exposição Internacional, visitando nessa ocasião o Brasil o presidente da república portuguesa, Antônio José de Almeida. Pouco antes, havia sido recebido o rei dos belgas, Alberto I. Em relação à família imperial brasileira, teve Epitácio Pessoa um gesto simpático, revogando a lei de banimento.
Polêmica com relação aos esportes e questões raciais. Há versão que diz que Epitácio vetou a participação de futebolistas negros na Seleção Brasileira de Futebol que iria disputar o Campeonato Sul-Americano de Futebol de 1921, como os próprios jornais da época assim retrataram. Entretanto, é de se salientar a ausência de norma ou ordem escrita e publicada nesse sentido (institucional) e, principalmente, que os jornais que ventilaram a afirmação eram odiosos opositores do seu governo. Também é acusado de debochar de traços negros do ministro do Supremo Tribunal Federal, Pedro Lessa, primeiro-ministro de ascendência africana do STF.
No campo político, válido é assinalar a fundação do Partido Comunista Brasileiro (PCB) em 1922. Trouxe grande repercussão o novo partido, já que deu nova orientação e organização ao movimento operário. Os trabalhadores, influenciados pelos ideais da Revolução Russa de 1917, abandonaram progressivamente o anarquismo em favor ao socialismo. As oligarquias, naturalmente, não viam com bons olhos a organização proletária, buscando dificultar ao máximo sua atuação. Em junho de 1922, três meses após sua fundação, o partido foi fechado por Epitácio Pessoa, que temia revoltas em seu governo.
O final de sua administração foi muito conturbado. A campanha do futuro presidente Artur Bernardes foi desenvolvida em meio a permanente ameaça revolucionária. Os estados do Rio Grande do Sul, Rio de Janeiro, Bahia e Pernambuco não concordavam com a candidatura oficial de Artur Bernardes e lançaram a candidatura de Nilo Peçanha, caracterizando uma segunda crise na política das oligarquias.

### Crise das cartas falsas e as eleições de 1922
"Crise das cartas" foi como ficaram conhecidas as duas cartas publicadas, contendo ofensas aos militares e a Nilo Peçanha, e atribuídas a Artur Bernardes candidato à presidência da República. O escândalo que se seguiu acirrou a oposição dos militares a Bernardes, que ainda assim foi eleito em março de 1922, mas enfrentou em seu governo o movimento tenentista, início de um processo de ruptura política que iria desembocar na Revolução de 1930.
Em 9 de outubro de 1921, o Correio da Manhã publicou cartas supostamente enviadas por Artur Bernardes a Raul Soares, nas quais figuravam insultos às Forças Armadas e ao marechal Hermes da Fonseca. Artur Bernardes contratou peritos e conseguiu provar que as cartas eram falsas.

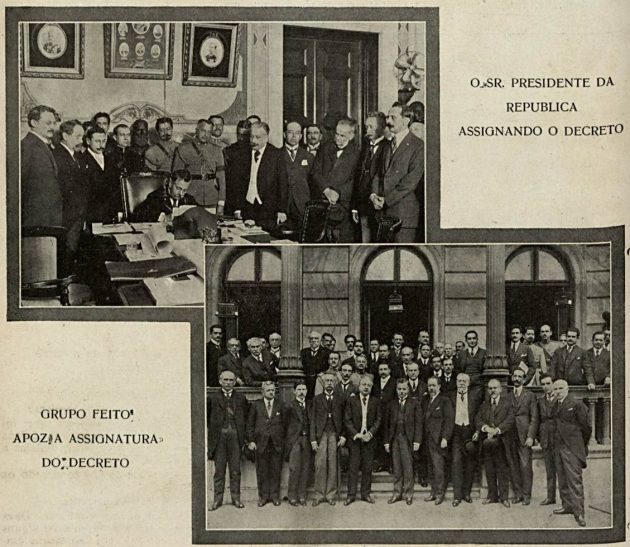
Epitácio Pessoa, assinado o decreto nº 4 120, de 3 de setembro de 1920, que revoga o banimento da Família de Dom Pedro II que vigorava desde o decreto nº 78-A, de 21 de dezembro de 1889.

Epitácio Pessoa desistiu de atuar na sua sucessão. Em uma eleição muito disputada, em 1 de março de 1922, Artur Bernardes foi eleito presidente derrotando o candidato Nilo Peçanha e Urbano Santos da Costa Araújo eleito vice-presidente, o qual tendo falecido foi substituído por Estácio Coimbra. O Clube Militar e Borges de Medeiros pediram a criação de um tribunal de honra para legitimar os resultados eleitorais. O Congresso reconheceu a chapa eleita.
A desentendimento e falta de compatibilidade entre Bernardes e as forças armadas em razão das "cartas falsas" provocou reações como as revoltas tenentistas. O tenentismo foi, "um dos principais agentes históricos responsáveis pelo colapso da República Velha, ou seja, está inserido no processo da crise da sociedade agroexportadora e do Estado oligárquico no Brasil que culminou com a Revolução de 1930", de acordo com Maria Cecília P. Forjaz.

### Os 18 do Forte

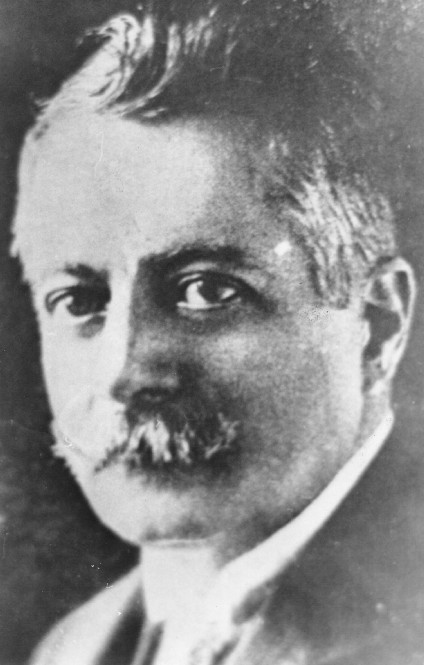
Presidente Epitácio Pessoa

A 5 de julho de 1922, uma revolta irrompeu no Forte de Copacabana, com a adesão do Forte do Vigia e dos alunos da Escola Militar. Foi o primeiro levante tenentista no Brasil. Visavam os revoltosos a derrubada do Presidente e o impedimento da posse de Artur Bernardes. A maior parte dos inúmeros oficiais que haviam acordado à revolta, no entanto, desistiu. Apenas dezessete oficiais optaram por manter a rebelião, obtendo o apoio de um civil Otávio Correia. Os dezoito amotinados saíram pela praia de Copacabana em busca de seus objetivos, o que resultou no enfrentamento com o restante do exército. Foram metralhados. Dezesseis morreram; os outros dois, muito embora baleados, sobreviveram. Um dos sobreviventes foi Siqueira Campos, o outro Eduardo Gomes, que posteriormente tornou-se Brigadeiro e concorreu à presidência da república pela UDN.
A despeito de todos os incidentes políticos com as oligarquias, desde a Reação Republicana à Revolta de Copacabana, a candidatura oficial venceu, mas foi demonstrado o declínio da política oligárquica que vigorava no Brasil e que viria a acabar definitivamente em 1930, pela revolução comandada por Getúlio Vargas.

### Fatos marcantes da presidência de Epitácio Pessoa
Seus principais atos como presidente foram:
1. Construção de mais de 200 açudes no nordeste (considerada a maior obra de seu governo);[12]
2. Criação da Universidade do Rio de Janeiro — considerada pelos historiadores oficiais da época como a primeira do Brasil, a despeito da Universidade do Paraná, criada quase uma década antes, em 1912, e ainda da Universidade de Manaus, criada em 1909;[13]
3. Comemoração do primeiro centenário da Independência;
4. Inauguração da primeira estação de rádio do Brasil;[14]
5. Substituição da libra pelo dólar, que passou a ser o padrão de paridade monetária brasileiro;
6. Construção de mais de 1 000 km de ferrovias no sul do Brasil;[12]
7. Nomeação de um civil — o historiador João Pandiá Calógeras — como Ministro da Guerra;
8. Vitória na Revolta dos 18 do Forte de Copacabana;
9. Aboliu, em 1920, a lei que bania a Família Imperial do Brasil;
10. Realização de obras contra as secas no nordeste.[15]

## Após a presidência

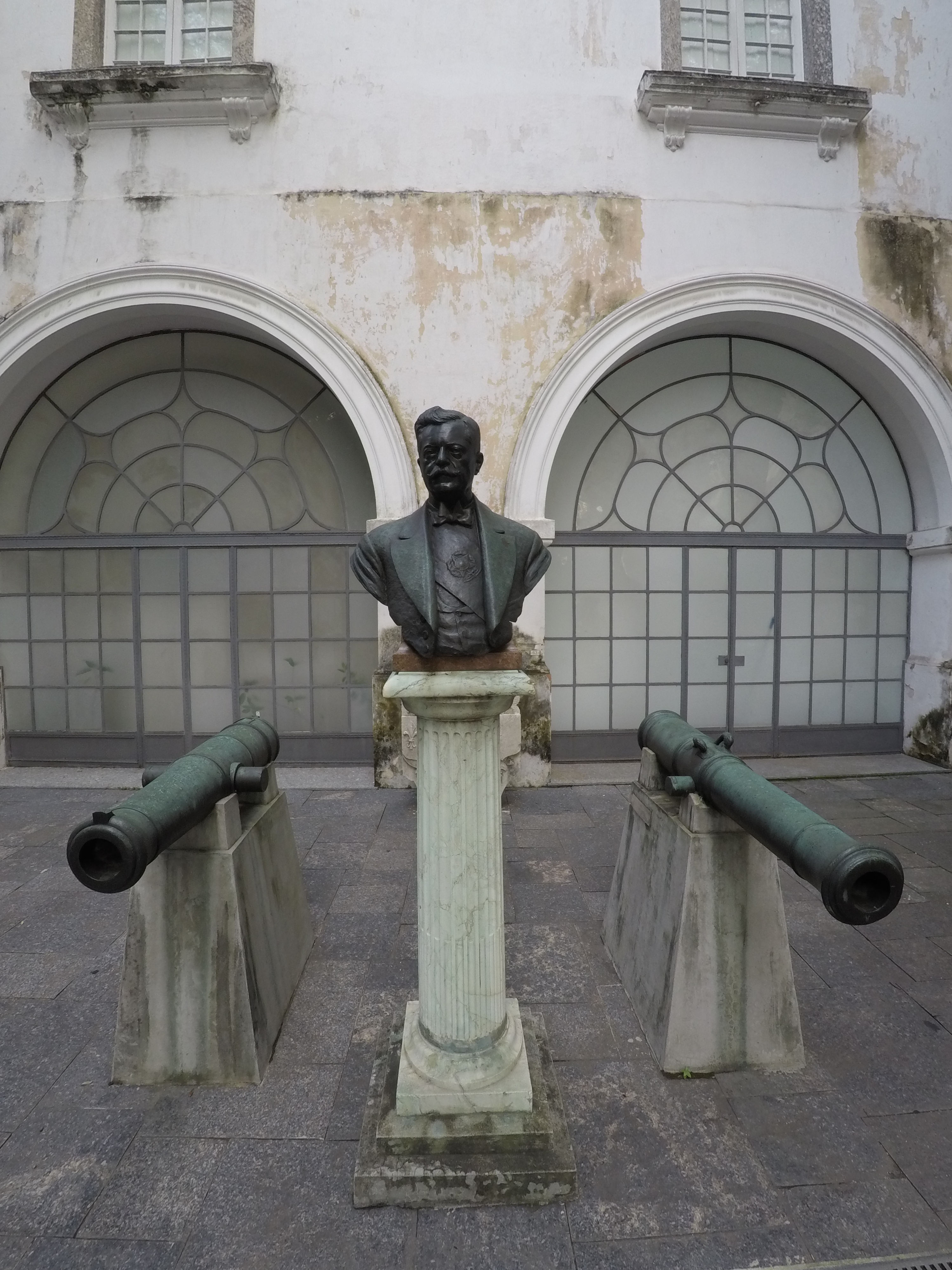
Busto de Epitácio Pessoa no Pátio dos Canhões no Museu Histórico Nacional no Rio de Janeiro.

Ao deixar a presidência, foi eleito ministro da Corte Permanente de Justiça Internacional da Haia, mandato que exerceu até novembro de 1930. De 1924 até a Revolução de 1930, foi senador pelo estado da Paraíba. Apoiou a revolução, que tinha como um de seus mais importantes objetivos cumprir os ideais do 5 de julho.
O assassinato de seu sobrinho João Pessoa causou-lhe forte abalo emocional. A partir daí, foi-se desligando das atividades públicas. Em 1937, surgiram os primeiros sinais de que sua vida estava chegando ao fim. O Mal de Parkinson e os problemas cardíacos agravaram-se. Epitácio Pessoa ainda resistiu até 13 de fevereiro de 1942, quando morreu no sítio Nova Betânia, perto de Petrópolis.
Em 23 de maio de 1965 (exatamente no centenário de nascimento do ex-presidente da República), seus restos mortais, junto com os da esposa, Mary Sayão Pessoa, foram solenemente inumados no "Museu e Cripta de Epitácio Pessoa" [denominação oficial], onde ainda hoje permanecem, recebendo a visitação pública.
Esse espaço fora então especialmente construído para tal fim no subsolo do Palácio da Justiça, no centro da cidade de João Pessoa, capital da Paraíba. Os despojos, anteriormente sepultados no Rio de Janeiro, haviam chegado à capital paraibana poucos dias antes, nesse mesmo mês de maio de 1965, trasladados em avião do Governo Federal, sendo as urnas provisoriamente abrigadas no complexo barroco formado pela Igreja de São Francisco e pelo Convento de Santo Antônio.
No dia exato do centenário de Epitácio é que se viram transferidos para o Museu e Cripta. À chegada dos restos mortais, discursou oficialmente, em nome da Paraíba, o célebre tribuno paraibano Alcides Carneiro. Quando do traslado dos restos mortais, o governador paraibano era Pedro Moreno Gondim e, presidente do Tribunal de Justiça, o desembargador Francisco Floriano da Nóbrega Espínola.
O nome do único paraibano que chegou à Presidência da República batiza ruas, avenidas, praças, represas etc., Brasil afora. Em João Pessoa, a Av. Epitácio Pessoa é um dos mais importantes logradouro comercial e financeiro da cidade. Em sua homenagem, também é chamada a cidade de Presidente Epitácio, localizada no interior de São Paulo.

## Academia Paraibana de Letras
É patrono da cadeira número 31 da Academia Paraibana de Letras, que teve o Padre Francisco Lima como fundador e como atual ocupante Ângela Bezerra de Castro.

## Composição do governo
Vice-presidentes
- Delfim Moreira da Costa Ribeiro
- Francisco Álvaro Bueno de Paiva

Ministros

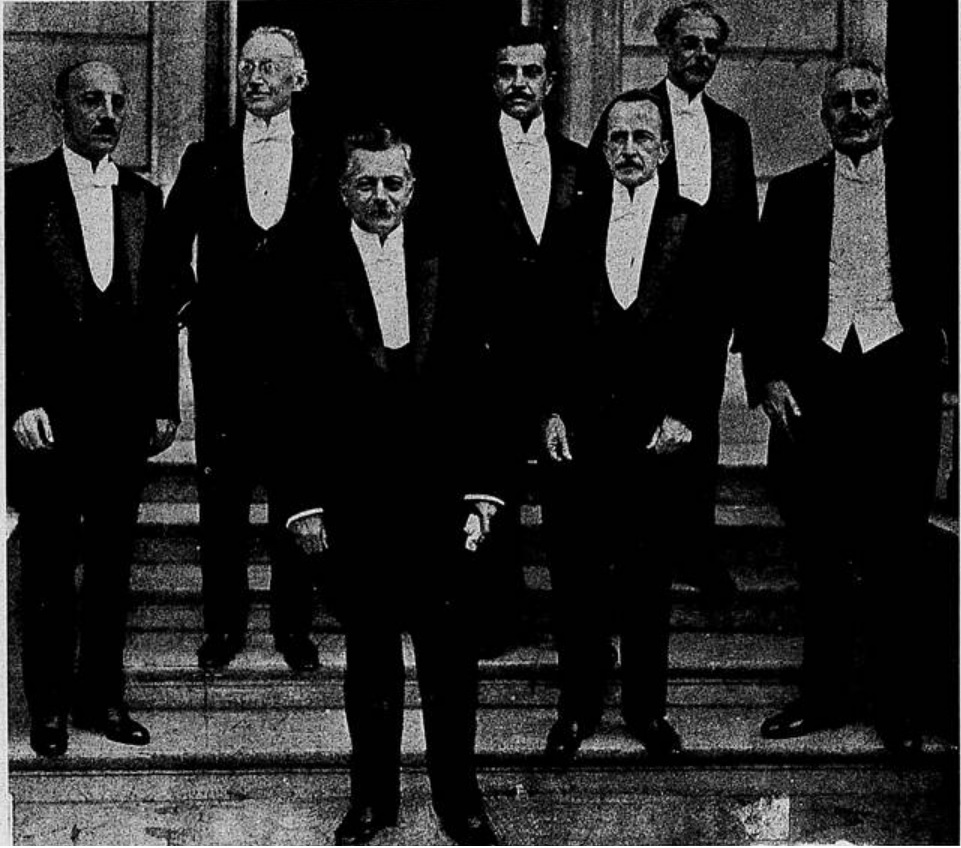
O presidente Epitácio Pessoa (em primeiro plano) e seu primeiro gabinete ministerial: da esquerda para direita Raul Soares de Moura (Marinha), José Manuel de Azevedo Marques (Exterior), José Pires do Rio (Viação e Obras Públicas), Homero Batista (Fazenda), Alfredo Pinto Vieira de Melo (Guerra/Justiça) e Ildefonso Simões Lopes (Agricultura).

- Agricultura, Indústria e Comércio: Ildefonso Simões Lopes, José Pires do Rio - interino
- Fazenda: Homero Batista
- Guerra: Alfredo Pinto Vieira de Melo - interino, João Pandiá Calógeras, João Pedro da Veiga Miranda - interino
- Justiça e Negócios Interiores: Alfredo Pinto Vieira de Melo, Joaquim Ferreira Chaves - interino
- Marinha: Raul Soares de Moura, Joaquim Ferreira Chaves, João Pedro da Veiga Miranda
- Relações exteriores: José Manuel de Azevedo Marques
- Viação e Obras Públicas: José Pires do Rio.

## Publicações
Abaixo estão listados os livros publicados por Epitácio Pessoa:
1. "Sertanejas" (1887) - coletânea de poesias escritas por Epitácio Pessoa durante sua juventude.
2. "Folhas soltas" (1892) - livro de poesias publicado por Epitácio Pessoa.
3. "As lutas e os triunfos de Benjamin Constant" (1898) - biografia de Benjamin Constant escrita por Epitácio Pessoa.
4. "O movimento operário brasileiro" (1906) - ensaio de Epitácio Pessoa sobre o movimento operário no Brasil.
5. "Oração aos moços" (1920) - discurso de Epitácio Pessoa proferido na Universidade de São Paulo em 1920.

Além dessas obras, Epitácio Pessoa também deixou inúmeras cartas e discursos que foram publicados postumamente em diversos livros e coletâneas.